# 関連公共施設
関連公共施設（かんれんこうきょうしせつ）、関連公共公益施設（かんれんこうきょうこうえきしせつ）、略称は「関公（かんこう）」。住宅および宅地の供給を実施することが必要な都市地域における事業の推進を図るため、当該事業の住宅建設事業および宅地開発事業に関連する公共施設等を指す。公共事業として住宅宅地関連公共施設整備促進事業、連続立体交差関連公共施設整備事業などがある。整備制度に関連公共施設整備制度、関連公共施設整備費立替制度がある。

## 関連公共施設の種類
- 特定公共施設 ･････道路法に規定する都道府県道および市町村道、都市公園法に規定する都市公園、下水道法に規定する公共下水道および都市下水路、河川法に規定される一級河川以外の河川
- 公共施設 ･････道路法規定道路、都市公園法規定都市公園、下水道法規定下水道、河川法規定の河川、自由通路、駐車場、駐輪場　等
- 公益施設 ･････小学校・中学校等の教育施設、在宅介護支援センター等福祉施設、防災に関する諸施設、地域環境整備施設、行政支所　等

## 参考
- 21世紀の都市社会学 高橋 勇悦、菊池 美代志、 江上 渉  2008
- 公的資金助成法精義 碓井光明 2007